# بریستول سنتروس
بریستول سنتروس (به انگلیسی: Bristol Centaurus) یک هواگرد ساختِ کارخانهٔ بریستول ایروپلین در کشور بریتانیا است .